# Bok
Bok es un pueblo de la municipalidad de Orašje, en el cantón de Posavina, Bosnia y Herzegovina.

## Superficie
Posee una superficie de 8,55 kilómetros cuadrados.

## Demografía
Hasta 2013 la población era de 1392 habitantes, con una densidad de población de 162,9 habitantes por kilómetro cuadrado.